# ハウエルジョリー小体

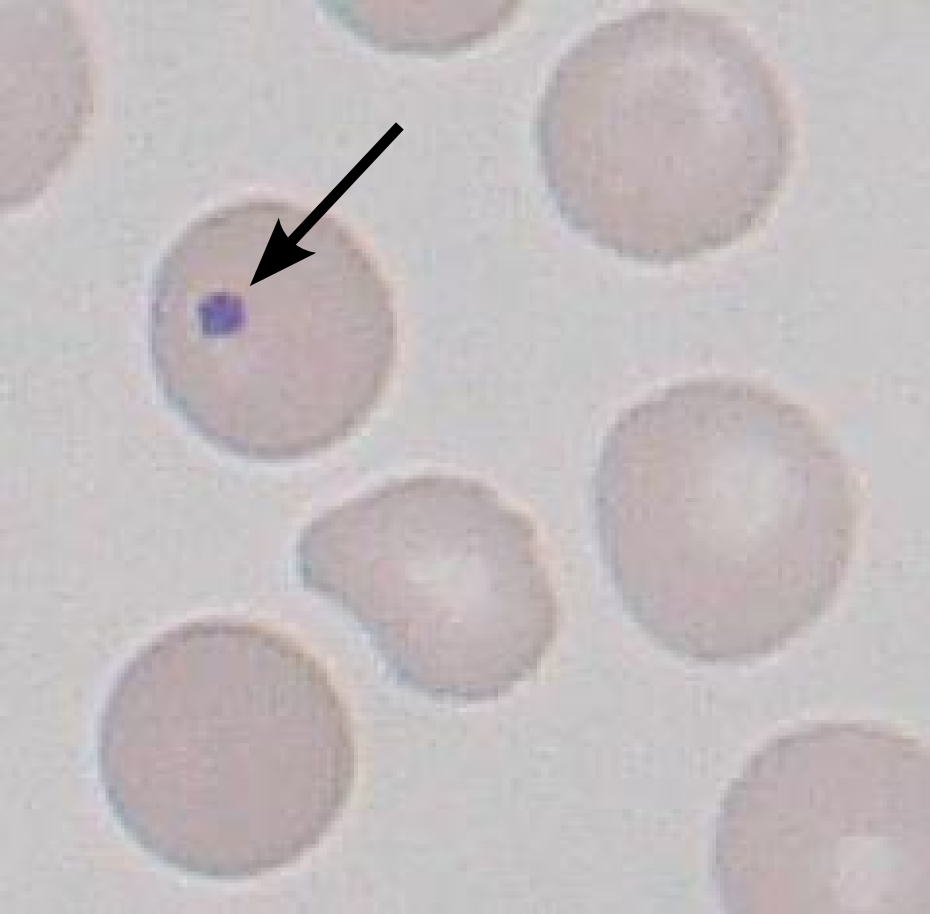
矢印の先に見える好塩基性のものがハウエルジョリー小体である。

ハウエルジョリー小体（ハウエルジョリーしょうたい、Howell-Jolly body）とは赤血球あるいは赤芽球内に認められる塩基性小体。幼若期の赤血球内の核が、成熟に伴い消失する際に残った核の遺残物であると考えられている。ハウエルジョリー小体はライトギムザ染色により濃い好塩基性に染まる。ウシではアナプラズマ原虫との鑑別が必要。ハウエルジョリー小体はラット、ウサギ、ネコ、ウマでは正常時にも観察されるが、一般に赤血球再生像、脾臓の機能低下を示唆する。